# Siciliano
Pour les articles homonymes, voir Bruno Siciliano, Enzo Siciliano et Mario Siciliano.
Le Siciliano (italien : Cavallo Siciliano Indigeno) est une race de chevaux de selle originaire de la Sicile orientale, en Italie. Influencé par le cheval oriental, il en présente le modèle. Il est utilisé en équitation de loisir.

## Histoire
Il provient d'une souche orientale commune croisée avec les chevaux présents en Sicile au cours des siècles,,. Les derniers croisements sont réalisés avec des Anglo-arabes à partir de 1950. 
Son élevage re-démarre depuis le début du XXIe siècle.

## Description
Le modèle est celui du cheval de selle léger, avec une influence évidente du cheval oriental. Il mesure de 1,50  à   1,55 m.
C'est un cheval résistant, puissant et tenace. Sa tête est légère et fine, de profil rectiligne, et ses oreilles sont petites. L'encolure est puissante et pyramidale, avec une bonne attache. Le garrot est fort, le dos et le rein robustes. Les membres sont fins et forts. Les sabots sont robustes.
Il peut présenter toutes les robes sombres (bai, bai-brun, alezan, noir), ou être gris.
C'est un cheval relativement nerveux et vif, mais qui reste docile. 

### Sélection
Un Siciliano doit obligatoirement être né en Sicile pour recevoir cette appellation. Les éleveurs emploient les principes de l'éthologie équine pour l'éducation des poulains.

## Utilisation
Par le passé, le Siciliano était employé pour tirer les voitures et les carrioles, et aussi pour le travail. Il a été utilisé dans la chasse au faucon.
Il est utilisé aujourd'hui comme cheval de loisir dans le tourisme équestre. Il présente aussi des qualités pour le saut d'obstacles,.
Le Siciliano est l'une des montures historiques utilisées par les carabinieri italiens.

## Diffusion de l'élevage
La race est propre à la Sicile. Elle est rare et peu représentée,, même dans son île d'origine. Les chevaux disposant de documents d'identification sont rares.